# Schoos
Schoos (luxemburgisch Schous'ⓘ) ist ein Dorf in der Gemeinde Fischbach im Kanton Mersch im Großherzogtum Luxemburg. 2005 hatte das Dorf 158 Einwohner.

## Lage
Schoos liegt im Zentrum Luxemburgs. Nachbarorte sind im Norden Angelsberg und im Osten Fischbach. Erschlossen wird das Dorf über die CR 120.